# Les Faux Prophètes de l'autisme
Les Faux Prophètes de l'autisme (titre original : Autism's False Prophets: Bad Science, Risky Medicine, and the Search for a Cure) est un essai de Paul Offit, expert en vaccination et chef du service des maladies infectieuses au Children's Hospital of Philadelphia. Cet ouvrage s'attache à la controverse sur le rôle de la vaccination dans l'autisme. Le consensus scientifique actuel réfute l'existence de toute preuve solide d'un lien entre vaccins et autisme,. En 2011, un article a décrit ce lien entre vaccination et autisme comme étant la fraude scientifique la plus dommageable de ces 100 dernières années.

## Résumé
Paul Offit décrit les origines et le développement d'accusations concernant le vaccin ROR et le conservateur du vaccin, le thiomersal, ainsi que la suite des preuves scientifiques qui ont réfuté tout lien avec l'autisme. Le livre traite des explications possibles de la persistance de ces accusations, et de la prolifération de traitements pour l'autisme dont la dangerosité (ou l'absence de preuve d'efficacité) ont été démontrés. L'auteur critique plusieurs partisans d'un lien vaccin-autisme, y compris Andrew Wakefield, David Kirby, Mark Geier et Boyd Haley, ce qui entraîne des préoccupations scientifiques et, dans certains cas, éthiques et juridiques. Le livre explore aussi des divisions au sein de la communauté de l'autisme sur le sujet des vaccins.

## Éditions
- (en) Paul A. Offit, Autism's false prophets : bad science, risky medicine, and the search for a cure, New York et Chichester, Columbia University Press, coll. « A Caravan book », septembre 2008, 1re éd., XXXI-298 p., 23 cm (ISBN 978-0-231-14636-4, 0-231-14636-1 et 0-231-51796-3, OCLC 221961980, SUDOC 165528249, présentation en ligne)